# Râul Vrbanja
Vrbanja (în sârbă: Врбања, transliterare: Vrbanea) este un râu major din Bosnia și Herțegovina. Cu o lungime 70 km ori de 95,4 km, potrivit unor surse. Este un afluent de dreapta al râului Vrbas. Izvorul este în satul Pilipovina în Bosnia și Herțegovina, pe muntele Vlašić. Orașele aflate lângă râul Vrbanja sunt: Kotor Varoš, Čelinac, Banja Luka. Apoi se varsă în râul Vrbas lângă Banja Luka.